# Cueta maculata
Cueta maculata är en insektsart som beskrevs av Hölzel 1981. Cueta maculata ingår i släktet Cueta och familjen myrlejonsländor. Inga underarter finns listade i Catalogue of Life.